# Simon Breitfuss Kammerlander
Simon Breitfuss Kammerlander (ur. 29 listopada 1992 w Tyrolu) – boliwijski narciarz alpejski pochodzenia austriackiego, olimpijczyk.

## Osiągnięcia

### Igrzyska olimpijskie
| Miejsce | Dzień     | Rok  | Miejscowość | Konkurencja     | Czas biegu | Strata | Zwycięzca          |
| ------- | --------- | ---- | ----------- | --------------- | ---------- | ------ | ------------------ |
| DNF2    | 13 lutego | 2018 | Pjongczang  | Superkombinacja | 2:06,52    | -      | Marcel Hirscher    |
| 47.     | 15 lutego | 2018 | Pjongczang  | Zjazd           | 1:40,25    | +7,62  | Aksel Lund Svindal |
| 45.     | 16 lutego | 2018 | Pjongczang  | Supergigant     | 1:24,44    | +7,25  | Matthias Mayer     |
| 43.     | 18 lutego | 2018 | Pjongczang  | Gigant          | 2:18,04    | +14,21 | Marcel Hirscher    |
| 32.     | 22 lutego | 2018 | Pjongczang  | Slalom          | 1:38,99    | +11,43 | André Myhrer       |
| 34.     | 7 lutego  | 2022 | Pekin       | Zjazd           | 1:42,69    | +5,57  | Beat Feuz          |
| DNF     | 8 lutego  | 2022 | Pekin       | Supergigant     | 1:19,94    | -      | Matthias Mayer     |

### Mistrzostwa świata
| Miejsce | Dzień     | Rok  | Miejscowość       | Konkurencja     | Czas biegu | Strata  | Zwycięzca            |
| ------- | --------- | ---- | ----------------- | --------------- | ---------- | ------- | -------------------- |
| 46.     | 8 lutego  | 2017 | Sankt Moritz      | Supergigant     | 1:25,38    | +7,89 s | Erik Guay            |
| DNF1    | 17 lutego | 2017 | Sankt Moritz      | Gigant          | 2:13,31    | -       | Marcel Hirscher      |
| DNF1    | 19 lutego | 2017 | Sankt Moritz      | Slalom          | 1:37,75    | -       | Marcel Hirscher      |
| 40.     | 6 lutego  | 2019 | Åre               | Supergigant     | 1:24,20    | +4,48   | Dominik Paris        |
| 52.     | 9 lutego  | 2019 | Åre               | Zjazd           | 1:19,98    | +4,32   | Kjetil Jansrud       |
| 41.     | 11 lutego | 2019 | Åre               | Superkombinacja | 1:51,47    | +7,08   | Alexis Pinturault    |
| DNF1    | 15 lutego | 2019 | Åre               | Gigant          | 2:20,24    | -       | Henrik Kristoffersen |
| DNF1    | 17 lutego | 2019 | Åre               | Slalom          | 2:05,86    | -       | Marcel Hirscher      |
| DNF1    | 19 lutego | 2021 | Cortina d’Ampezzo | Gigant          | 2:05,86    | -       | Mathieu Faivre       |

### Puchar Świata

#### Miejsca w klasyfikacji generalnej
- sezon 2016/2017: -
- sezon 2017/2018: -
- sezon 2018/2019: -
- sezon 2021/2022:

#### Miejsca na podium w zawodach
Breitfuss Kammerlander nigdy nie stanął na podium zawodów PŚ.